# Cloridina verrucosa
Cloridina verrucosa is een bidsprinkhaankreeftensoort uit de familie van de Squillidae. De wetenschappelijke naam van de soort is voor het eerst geldig gepubliceerd in 1926 door Hansen.